# Deremy Geiger
Deremy Terrell Geiger, né le 9 février 1990 à Honolulu, Hawaï, est un joueur américain de basket-ball. Il évolue au poste de meneur.

## Biographie
Durant l'été 2013, il signe en Slovaquie au MBK SPU Nitra. Il dispute 40 rencontres où il a une moyenne de 14,2 points par match.
Durant l'été 2014, il signe en République tchèque au JBC MMCITE Brno. Il dispute 27 rencontres où il a une moyenne de 18,9 points par match.
Durant l'été 2015, il signe en Finlande au Helsinki Seagulls (en). Il dispute 43 rencontres où il a une moyenne de 15,9 points par match.
Le 16 février 2016, il signe en France, au Sorgues Avignon Pontet Vaucluse pour pallier la blessure d'Antoine Liorel. Le 20 février, lors de son premier match avec le SAP Vaucluse, il marque 16 points et son équipe s'impose 78 à 72 contre Challans, mettant un terme à la série de cinq défaites consécutives.
Le 11 juin 2016, il prolonge son contrat d'un an avec le SAP Vaucluse.
En janvier 2018, il retrouve la France en signant avec La Charité Basket 58 en remplacement d'Austen Rowland parti à Charleville-Mézières.

## Statistiques

### Universitaires
Les statistiques en matchs universitaires de Deremy Geiger sont les suivantes :
| Saison    | Équipe          | Matchs | Titul. | Min./m | % Tir | % 3pts | % LF | Rbds/m. | Pass/m. | Int/m. | Ctr/m. | Pts/m. |
| --------- | --------------- | ------ | ------ | ------ | ----- | ------ | ---- | ------- | ------- | ------ | ------ | ------ |
| 2008-2009 | Utah State      | 18     | 0      | 7,4    | 44,8  | 35,3   | 75,0 | 0,72    | 1,00    | 0,22   | 0,00   | 2,11   |
| 2009-2010 | Grayson CC (en) |        |        |        |       |        |      |         |         |        |        |        |
| 2010-2011 | Idaho           | 32     | 32     | 27,5   | 32,1  | 31,4   | 86,9 | 2,66    | 2,66    | 2,62   | 0,75   | 8,72   |
| 2011-2012 | Idaho           | 33     | 33     | 31,7   | 46,3  | 43,9   | 77,0 | 2,21    | 2,33    | 0,79   | 0,00   | 12,91  |
| Total     |                 | 83     | 65     | 24,8   | 40,0  | 38,2   | 81,2 | 2,06    | 2,16    | 0,65   | 0,05   | 8,95   |

### Professionnelles
| Saison    | Équipe                 | Matchs | Titul. | Min./m | % Tir | % 3pts | % LF | Rbds/m. | Pass/m. | Int/m. | Ctr/m. | Pts/m. |
| --------- | ---------------------- | ------ | ------ | ------ | ----- | ------ | ---- | ------- | ------- | ------ | ------ | ------ |
| 2012-2013 | MBK SPU Nitra          | 43     | 38     | 27,8   | 45,4  | 35,1   | 84,1 | 2,28    | 2,65    | 0,88   | 0,00   | 13,58  |
| 2013-2014 | JBC MMCITE Brno        | 27     | 27     | 33,5   | 45,6  | 43,5   | 86,6 | 4,11    | 3,81    | 1,19   | 0,00   | 18,89  |
| 2014-2015 | Helsinki Seagulls (en) | 43     | 42     | 31,9   | 45,0  | 39,4   | 89,9 | 2,86    | 2,70    | 1,16   | 0,00   | 15,86  |

## Clubs successifs
- 2012-2013 :  MBK SPU Nitra (Extraliga)
- 2013-2014 :  JBC MMCITE Brno (NBL)
- 2014-2015 :  Helsinki Seagulls (en) (Korisliiga)
- fév.2016-2017 :  Sorgues Avignon Pontet Vaucluse (NM1)
- Depuis jan.2018 :  La Charité Basket 58 (NM1)